# Instituto Indigenista Interamericano
El Instituto Indigenista Interamericano (III) fue un organismo internacional encargado en estudiar y proponer las políticas indigenistas en el continente. La creación del III se acordó en 1940 durante el Primer Congreso Indigenista Interamericano, celebrado en Pátzcuaro, Michoacán.

## Historia
El Instituto Indigenista Interamericano fue creado ante el reconocimiento en varios países de América sobre la situación particular de las comunidades indígenas en el continente. Este organismo impulsó el indigenismo como política de Estado en los países miembros, además de la creación de institutos indigenistas nacionales. 

### Discusiones
La preocupación sobre la situación de la población indígena en América se externó durante la Octava Conferencia Internacional Americana, donde en su resolución XIII convocó a un congreso para discutir las políticas indigenistas que deberían llevarse a cabo en el continente americano. En un principio, la sede del congreso iba a ser Bolivia por iniciativa del maestro Elizardo Pérez.  Sin embargo, la muerte del presidente boliviano Germán Busch, en agosto de 1939, hicieron que se ofreciera la realización del congreso al presidente mexicano Lázaro Cárdenas.
En abril de 1940, se reunieron en Pátzcuaro, Michoacán los representantes del indigenismo de 19 países de América para llevar a cabo el Primer Congreso Indigenista Interamericano, lo que representaba a la mayoría de los países del continente. Solo Canadá y Paraguay no participaron en el congreso. Parte de los objetivos de este congreso era «discutir la conveniencia de establecer un Instituto Indianista Interamericano». En este espacio, las diferentes corrientes del indigenismo estuvieron presentes, desde las que abogaban por "mejorar" la situación de las regiones indígenas, hasta las que se pronunciaban por defender y revitalizar sus costumbres. En el Acta Final de dicho congreso, se determinó la necesidad de clarificar, estimular y coordinar las políticas indigenistas de los diferentes países del continente, con el objetivo de mejorar la vida de los grupos indígenas.
Durante el Congreso de Pátzcuaro se establecieron las bases de lo que sería el Instituto Indigenista Interamericano. En el Acta Final, se plantearon diferentes medidas que los gobiernos que suscribieran el acta debían adoptar, como la creación de Institutos Indigenistas Nacionales que funcionarían como filiales del III, o como la promoción del reparto agrario. Se estableció la sede del instituto en la Ciudad de México y se nombró a Moisés Sáenz como su primer director, quien en ese entonces era embajador de Perú.
En 1953, el Instituto Indigenista Interamericano firmó un convenio en el que se convertía en un organismo especializado de la Organización de los Estados Americanos (OEA), manteniendo su carácter autónomo. El Instituto asesoró a los países miembros de la OEA sobre materia indígena, siendo un de los pocos organismos que no dependía de la Secretería General de la organización.

### Primeros años
En los primeros dos años del III desde la Convención de Pátzcuaro, el instituto buscó las firmas de los países para su ratificación. El 25 de marzo de 1942, en una reunión solemne en la Secretaría de Relaciones Exteriores en la Ciudad de México, se informó que seis países ya habían ratificado el convenio firmado en Pátzcuaro, por lo cual quedó oficialmente formado el III. Moisés Sáenz falleció antes de que se ratificara el convenio, por lo que el guatemalteco Carlos Girón Serna fungió como director interino hasta que se nombró a Manuel Gamio como el director del instituto. En enero de 1943, la Convención para la constitución del Instituto había sido ratificada por siete países (Cuba, Ecuador, El Salvador, Estados Unidos de América, Honduras, México, Nicaragua. Bolivia, Costa Rica y Perú). Paraguay ratificó el convenio en 1942; Colombia, Dominicana, Panamá y Perú, en 1943; Bolivia, en 1945; Venezuela y Guatemala, en 1946. En 1951 firmó Costa Rica, Argentina y Brasil se agregaron en 1954 y, por último, Chile se unió al III en 1968. De todos los países ratificantes, solo México y Estados Unidos tenían una política previa para poblaciones indígenas.
Una vez consolidado el III, este buscó implementar las políticas indigenistas en los países miembros. Sin embargo, la situación había cambiado en la mayoría de estos países. El presidente mexicano Manuel Ávila Camacho tenía una postura más conservadora que su predecesor, mientras que Estados Unidos había entrado en la Segunda Guerra Mundial y evitaba tener conflictos con las oligarquías latinoamericanas que, en muchos casos, se oponían a las políticas indigenistas. John Collier, quien había impulsado la creación del III en Estados Unidos, fue destituido en 1944 de su puesto.
En 1954, República Dominicana se retiró del III ante la disconformidad del presidente Rafael Trujillo con México, pues este país había recibido a refugiados políticos opositores.

## Actividades
En 1947, el Instituto Nacional Indigenista (INI) fue creado en México, en parte, por influencia del III. En conjunto con el INI y la UNESCO, el III puso en marcha el Plan Piloto en el Valle del Mezquital. El III también colaboró con la UNESCO, la UNICEF y la Organización Internacional del Trabajo con la Misión Andina, que actuó en Bolivia, Perú y Ecuador.
Entre octubre de 1960, el Instituto Indigenista Interamericano inició un centro piloto en la Sierra de Puebla, México, donde se prepararon varios becarios de Centro y Sudamérica, la mayoría con becas de la OEA. El trabajo estuvo coordinado con técnicos sanitarios, educativos, agrícolas y económicos. En diciembre de 1961, se aprobó un Programa de Cooperación Técnica de la OEA para iniciar proyectos en comunidades indígenas, además de la preparación de becarios en Guatemala y Bolivia.

## Publicaciones
Durante los años en que el III estuvo en funcionamiento, el instituto mantuvo una constante actividad editorial que se materializó en libros, manuales, informes, folletos y publicaciones periódicas donde colaboraron muchos de los antropólogos más destacados de América Latina y de Estados Unidos a mediados del siglo XX, como fueron Manuel Gamio, Juan Comas, Gonzalo Aguirre Beltrán, John Collier, Leslie White, entre otros. 
La revista América Indígena fue la publicación más longeva del III, editándose por más de cincuenta años. El instituto también mantuvo el Boletín Indigenista,sustituido años más tarde por el Anuario Indigenista, donde se informaba sobre los últimos acontecimientos del Indigenismo en América.

## Directores
La Convención de Pátzcuaro nombró al educador Moisés Sáenz como el primer director del Instituto Indigenista Interamericano, quien en ese entonces fungía como embajador de México en Perú. Sin embargo, Moisés Sáenz falleció antes de que el III entrara en funciones, por lo que Manuel Gamio ocupó el puesto en su lugar.
- Moisés Sáenz, 1940 - 1942 (no entró en funciones)
- Manuel Gamio, 1942 - 1962
- Gonzalo Aguirre Beltrán
- Gonzalo Rubio Orbe
- Óscar Arze Quintanilla[13]
- José Matos Mar
- José del Val Blanco
- Guillermo Espinoza Velasco[14]